# Pavillon Anaitasuna
Le pavillon Anaitasuna est un hall omnisports situé à Pampelune, dans la communauté forale de Navarre, où évolue le SCDR Anaitasuna club de Liga ASOBAL.
Anaitasuna signifie en basque « La fraternité ».

## Liste des équipes sportives
- Handball : SCDR Anaitasuna